# Balmaceda
Balmaceda es un pueblo situado en la comuna y provincia de Coyhaique, en la Región de Aysén del General Carlos Ibáñez del Campo. Se emplaza al oriente de la cordillera de los Andes, aproximadamente a 55 kilómetros al sureste de la ciudad de Coyhaique, cerca de la frontera con Argentina. En su territorio se encuentra el Aeródromo Balmaceda, el principal aeródromo de la Región de Aysén, cuenta con aduanas y es el único con categoría internacional.
Este aeropuerto opera vuelos regulares hacia Santiago y otras ciudades del país, es una de las principales vías de acceso al territorio patagónico. Por su ubicación estratégica, Balmaceda cumple un papel relevante en el transporte de pasajeros, carga y servicios logísticos, tanto a nivel regional como nacional. En Balmaceda también se encuentra el paso fronterizo huemules, que une Chile con Argentina.

## Historia
Fue fundada el 1 de enero de 1917 por José Antolín Silva Ormeño, quien quiso dar un lugar para vivir a sus compatriotas chilenos radicados en el suroeste de Argentina, para que estuvieran reunidos en un mismo lugar. Se convirtió en el primer poblado del territorio y en la localidad más cercana a la frontera con Argentina, donde se llevaba en carretas la producción local. Silva dividió el pueblo con un trazado de mil sitios y construyó una escuela y una plaza al estilo español.
En 1928, el Estado reconoció a Balmaceda como una villa. En 1945, la FACH construyó un aeródromo, pero este decayó con la inauguración del camino a Coyhaique y la privilegiada ubicación. Actualmente, este pueblo es el único que posee un aeropuerto internacional en la región, además de una aduana y un paso fronterizo llamado Paso Huemules.
El 9 de diciembre de 1965, tras los luctuosos sucesos ocurridos en el Incidente de Laguna del Desierto en que fue muerto por la Gendarmería Argentina el teniente de Carabineros de Chile Hernán Merino, se reunieron en Balmaceda los ministros de Defensa de ambos países para acordar los pasos necesarios para retornar a las negociaciones.
A partir del 8 de noviembre de 2018, la aerolínea JetSmart comenzó a operar las rutas aéreas Santiago-Balmaceda, Balmaceda-Punta Arenas, Balmaceda-Temuco.

## Clima
El clima de Balmaceda es de transición del clima marítimo lluvioso, que se presenta en la costa y fiordos de la región de Aysén, al clima estepárico frío que se encuentra cerca de la frontera con Argentina, según la clasificación climática de Köppen es un clima trasandino con degeneración esteparia mediterráneo subalpino (Csc), que también puede ser clasificado como clima subpolar oceánico (Cfc).
Debido a la altitud de la localidad, esta es fría durante todo el año y las precipitaciones oscilan entre 400 y 700 mm anuales con caída de nieve durante el invierno. La temperatura mínima en invierno puede alcanzar hasta -25 °C y la máxima en verano puede alcanzar los 20 °C.
| Parámetros climáticos promedio de Aeropuerto de Balmaceda (SCBA) - (525 m.s.n.m) Balmaceda, Chile | Parámetros climáticos promedio de Aeropuerto de Balmaceda (SCBA) - (525 m.s.n.m) Balmaceda, Chile | Parámetros climáticos promedio de Aeropuerto de Balmaceda (SCBA) - (525 m.s.n.m) Balmaceda, Chile | Parámetros climáticos promedio de Aeropuerto de Balmaceda (SCBA) - (525 m.s.n.m) Balmaceda, Chile | Parámetros climáticos promedio de Aeropuerto de Balmaceda (SCBA) - (525 m.s.n.m) Balmaceda, Chile | Parámetros climáticos promedio de Aeropuerto de Balmaceda (SCBA) - (525 m.s.n.m) Balmaceda, Chile | Parámetros climáticos promedio de Aeropuerto de Balmaceda (SCBA) - (525 m.s.n.m) Balmaceda, Chile | Parámetros climáticos promedio de Aeropuerto de Balmaceda (SCBA) - (525 m.s.n.m) Balmaceda, Chile | Parámetros climáticos promedio de Aeropuerto de Balmaceda (SCBA) - (525 m.s.n.m) Balmaceda, Chile | Parámetros climáticos promedio de Aeropuerto de Balmaceda (SCBA) - (525 m.s.n.m) Balmaceda, Chile | Parámetros climáticos promedio de Aeropuerto de Balmaceda (SCBA) - (525 m.s.n.m) Balmaceda, Chile | Parámetros climáticos promedio de Aeropuerto de Balmaceda (SCBA) - (525 m.s.n.m) Balmaceda, Chile | Parámetros climáticos promedio de Aeropuerto de Balmaceda (SCBA) - (525 m.s.n.m) Balmaceda, Chile | Parámetros climáticos promedio de Aeropuerto de Balmaceda (SCBA) - (525 m.s.n.m) Balmaceda, Chile |
| Mes                                                                                               | Ene.                                                                                              | Feb.                                                                                              | Mar.                                                                                              | Abr.                                                                                              | May.                                                                                              | Jun.                                                                                              | Jul.                                                                                              | Ago.                                                                                              | Sep.                                                                                              | Oct.                                                                                              | Nov.                                                                                              | Dic.                                                                                              | Anual                                                                                             |
| ------------------------------------------------------------------------------------------------- | ------------------------------------------------------------------------------------------------- | ------------------------------------------------------------------------------------------------- | ------------------------------------------------------------------------------------------------- | ------------------------------------------------------------------------------------------------- | ------------------------------------------------------------------------------------------------- | ------------------------------------------------------------------------------------------------- | ------------------------------------------------------------------------------------------------- | ------------------------------------------------------------------------------------------------- | ------------------------------------------------------------------------------------------------- | ------------------------------------------------------------------------------------------------- | ------------------------------------------------------------------------------------------------- | ------------------------------------------------------------------------------------------------- | ------------------------------------------------------------------------------------------------- |
| Temp. máx. abs. (°C)                                                                              | 33.2                                                                                              | 35.3                                                                                              | 32.0                                                                                              | 24.4                                                                                              | 18.3                                                                                              | 17.2                                                                                              | 14.5                                                                                              | 15.1                                                                                              | 22.7                                                                                              | 27.8                                                                                              | 30.0                                                                                              | 32.0                                                                                              | 35.3                                                                                              |
| Temp. máx. media (°C)                                                                             | 18.4                                                                                              | 19.0                                                                                              | 16.3                                                                                              | 12.5                                                                                              | 8.2                                                                                               | 4.6                                                                                               | 4.3                                                                                               | 6.9                                                                                               | 10.2                                                                                              | 12.8                                                                                              | 14.9                                                                                              | 16.9                                                                                              | 12.1                                                                                              |
| Temp. media (°C)                                                                                  | 12.6                                                                                              | 12.6                                                                                              | 10.4                                                                                              | 7.4                                                                                               | 4.2                                                                                               | 1.4                                                                                               | 0.8                                                                                               | 2.8                                                                                               | 5.2                                                                                               | 7.4                                                                                               | 9.4                                                                                               | 11.4                                                                                              | 7.1                                                                                               |
| Temp. mín. media (°C)                                                                             | 6.9                                                                                               | 6.1                                                                                               | 4.5                                                                                               | 2.2                                                                                               | 0.3                                                                                               | -1.9                                                                                              | -2.7                                                                                              | -1.2                                                                                              | 0.3                                                                                               | 1.9                                                                                               | 4.0                                                                                               | 5.9                                                                                               | 2.2                                                                                               |
| Temp. mín. abs. (°C)                                                                              | -5.9                                                                                              | -7.2                                                                                              | -10.3                                                                                             | -14.6                                                                                             | -17.3                                                                                             | −28.3                                                                                             | -25.2                                                                                             | -20.1                                                                                             | -15.8                                                                                             | -11.6                                                                                             | -7.7                                                                                              | -6.0                                                                                              | −28.3                                                                                             |
| Precipitación total (mm)                                                                          | 23.4                                                                                              | 21.1                                                                                              | 38.6                                                                                              | 49.7                                                                                              | 69.5                                                                                              | 79.6                                                                                              | 65.2                                                                                              | 55.7                                                                                              | 31.5                                                                                              | 34.3                                                                                              | 30.2                                                                                              | 24.5                                                                                              | 523.3                                                                                             |
| Días de precipitaciones (≥ 1.0 mm)                                                                | 4.2                                                                                               | 4.1                                                                                               | 5.5                                                                                               | 7.2                                                                                               | 9.4                                                                                               | 10.1                                                                                              | 8.2                                                                                               | 8.4                                                                                               | 6.2                                                                                               | 5.2                                                                                               | 5.0                                                                                               | 4.2                                                                                               | 77.8                                                                                              |
| Horas de sol                                                                                      | 303                                                                                               | 266                                                                                               | 236                                                                                               | 156                                                                                               | 117                                                                                               | 94                                                                                                | 114                                                                                               | 161                                                                                               | 203                                                                                               | 291                                                                                               | 292                                                                                               | 310                                                                                               | 2543                                                                                              |
| Humedad relativa (%)                                                                              | 72                                                                                                | 74                                                                                                | 77                                                                                                | 82                                                                                                | 86                                                                                                | 87                                                                                                | 86                                                                                                | 83                                                                                                | 79                                                                                                | 75                                                                                                | 72                                                                                                | 72                                                                                                | 79                                                                                                |
| Fuente n.º 1: Dirección Meteorológica de Chile (humidity, 1970–2000)                              |                                                                                                   |                                                                                                   |                                                                                                   |                                                                                                   |                                                                                                   |                                                                                                   |                                                                                                   |                                                                                                   |                                                                                                   |                                                                                                   |                                                                                                   |                                                                                                   |                                                                                                   |
| Fuente n.º 2: NOAA (precipitation days 1991–2020), Deutscher Wetterdienst (sun, 1961–1990)        |                                                                                                   |                                                                                                   |                                                                                                   |                                                                                                   |                                                                                                   |                                                                                                   |                                                                                                   |                                                                                                   |                                                                                                   |                                                                                                   |                                                                                                   |                                                                                                   |                                                                                                   |

## Geografía
Balmaceda es un pueblo ubicado en una planicie de origen sedimentario, a una altitud promedio de 518 metros sobre el nivel del mar, rodeada por formaciones de cerros bajos y valles cordilleranos. El entorno natural de Balmaceda se emplaza en medio de la pampa y se caracteriza por la presencia de cursos de agua como el río Oscuro y diversos afluentes del río Simpson, conformando una red hidrográfica asociada a zonas de montaña y a la estepa patagónica. El terreno presenta características propias de una región de transición entre la cordillera de los Andes y la estepa, con suelos de baja fertilidad y vegetación de tipo estepario, adaptada a un clima frío, seco y con variaciones estacionales. Estas condiciones influyen tanto en la biodiversidad local como en las prácticas productivas de la zona. 

## Turismo y Atractivos
Balmaceda cuenta con espacios culturales orientados a la conservación de la memoria histórica y la identidad local. Uno de los más relevantes es el Museo Los Pioneros, ubicado en una antigua edificación de madera y zinc. El museo reúne una colección de objetos donados por habitantes y descendientes de los primeros pobladores, incluyendo herramientas, utensilios domésticos y otros elementos representativos de la vida cotidiana en la zona. Además, dispone de una vitrina dedicada a las artes y oficios, donde se exhiben productos elaborados en madera, cuero, lana y otros materiales característicos de la región patagónica. En las cercanías del aeropuerto se encuentra la Plaza del Viento, espacio público cuyo diseño arquitectónico resalta la presencia constante del viento, fenómeno característico del entorno.
El pueblo ofrece una variedad de establecimientos gastronómicos que integran ingredientes locales en sus preparaciones, destacando por su cocina tradicional y productos elaborados de forma artesanal, como pan casero. Entre los principales atractivos naturales cercanos se encuentra el Monumento Nacional Dos Lagunas, área protegida que cuenta con senderos, miradores y espacios para la observación de aves y fauna nativa.  Durante el invierno, también es posible acceder al Centro de Esquí El Fraile, ubicado en las proximidades, donde se practican deportes de nieve.

## Cultura y tradiciones
Entre las diversas expresiones culturales presentes en Balmaceda se encuentran tradiciones profundamente arraigadas en la vida cotidiana de sus habitantes. El mate, se consume de forma habitual como parte de los encuentros sociales y familiares, constituyendo un símbolo de hospitalidad y comunidad. Junto a esta costumbre, es frecuente la preparación y consumo de sopaipillas, especialmente durante jornadas frías o lluviosas, siguiendo recetas transmitidas de generación en generación. Otra manifestación cultural relevante corresponde a la jineteada gaucha, y la jineteada costumbrista que se realiza durante el mes de febrero, estos eventos reúnen a la comunidad en torno a competencias ecuestres que ponen en valor las habilidades tradicionales de los jinetes de la zona. 
Todas las actividades forman parte del legado campesino y patagónico que caracteriza a la localidad. Dentro del calendario festivo local, destacan las celebraciones dedicadas al patrimonio, donde se organizan concursos de danzas tradicionales y encuentros musicales. Uno de los eventos más representativos en este contexto es la “chamametón”, jornada en la que se interpreta y baila el chamamé.

## Medios de comunicación

### Televisión
Digital
- 7.1 - TVN HD
- 7.2 - NTV